# غاري بيرن
غاري بيرن (بالإنجليزية: Gary Byrne)‏ هو لاعب كرة قدم أسترالي، ولد في 19 يوليو 1953 في سيدني في أستراليا. شارك مع منتخب أستراليا لكرة القدم. أما مع النوادي، فقد لعب مع ماركوني ستاليونز ونادي بلاكتاون سيتي ونادي كانبيرا سيتي.